# Вьетнам на летних Олимпийских играх 2008
Вьетнам  на летние Олимпийские игры 2008 был направлен Олимпийским комитетом Вьетнама. В заявке Вьетнама было представлено 13 спортсменов в восьми видах спорта, которые завоевали одну серебряную медаль.

## Награды

### Серебро
| Серебро |                |                                      |
| №       | Спортсмены     | Вид спорта (дисциплина)              |
| 1       | Хоанг Ань Туан | Тяжелая атлетика (мужчины, до 56 кг) |

## Состав олимпийской команды

### Бадминтон
Одиночный разряд
| Соревнование | Спортсмены         | 1/32                               | 1/16                               | 1/8                   | Четвертьфинал         | Полуфинал             | Финал                 | Итоговое место        |
| ------------ | ------------------ | ---------------------------------- | ---------------------------------- | --------------------- | --------------------- | --------------------- | --------------------- | --------------------- |
| мужчины      | Нгуен Тьен Минь    | Не участвовал                      | TPEСе Юйсинь П 16:21, 21:15, 15:21 | Завершил выступление  | Завершил выступление  | Завершил выступление  | Завершил выступление  | 17                    |
| женщины      | Нгуен Нюнг Ле Нгок | Тилини Джаясингхе Поб 21-13, 21-12 | Эрико Хиросэ Пор 7-21, 12-21       | Закончила выступление | Закончила выступление | Закончила выступление | Закончила выступление | Закончила выступление |

### Гимнастика

#### Спортивная гимнастика
Женщины
| Спортсмен          | Дисциплина        | Квалификация   | Квалификация       | Квалификация | Квалификация | Квалификация | Квалификация | Финал | Финал |
| Спортсмен          | Дисциплина        | Опорный прыжок | Вольные упражнения | Брусья       | Бревно       | Всего        | Место        | Всего | Место |
| ------------------ | ----------------- | -------------- | ------------------ | ------------ | ------------ | ------------ | ------------ | ----- | ----- |
| До Тхи Нган Тхыонг | Личное первенство | 13,400         | 11,900             | 12,575       | 14,225       | 52,100       | 59           | НК    | НК    |

### Лёгкая атлетика
Мужчины
| Нгуен Динь Кыонг | мужчины, 800 м | 1:52,06 | 7 | Закончил выступление | Закончил выступление | Закончил выступление | Закончил выступление | Закончил выступление | Закончил выступление |

Женщины
| Тхи Хыонг Ву | женщины, 100 м | 11,65 | 3 К | 11,70 | 8 | Закончила выступление | Закончила выступление | Закончила выступление | Закончила выступление | Закончила выступление | Закончила выступление |

### Настольный теннис
| Спортсмен      | Дисциплина       | Предварительный этап                        | Этап 1                                                | Этап 2                                            | Этап 3               | Этап 4               | Четвертьфинал        | Полуфинал            | Финал                |                      |
| Спортсмен      | Дисциплина       | Соперник Результаты                         | Соперник Результаты                                   | Соперник Результаты                               | Соперник Результаты  | Соперник Результаты  | Соперник Результаты  | Соперник Результаты  | Соперник Результаты  |                      |
| -------------- | ---------------- | ------------------------------------------- | ----------------------------------------------------- | ------------------------------------------------- | -------------------- | -------------------- | -------------------- | -------------------- | -------------------- | -------------------- |
| Доан Кьен Куок | одиночный разряд | Давид Зальцберг Поб 11-8, 11-7, 12-10, 11-5 | Кристоф Лего Поб 10-12, 11-7, 11-6, 6-11, 11-9, 14-12 | Алексей Смирнов Пор 3-11, 11-5, 4-11, 12-14, 8-11 | Закончил выступление | Закончил выступление | Закончил выступление | Закончил выступление | Закончил выступление | Закончил выступление |

### Плавание
| Спортсмен      | Дисциплина    | Предварительно | Предварительно | Полуфинал            | Полуфинал            | Финал                | Финал                |
| Спортсмен      | Дисциплина    | Время          | Место          | Время                | Место                | Время                | Место                |
| -------------- | ------------- | -------------- | -------------- | -------------------- | -------------------- | -------------------- | -------------------- |
| Нгуен Хыу Вьет | 100 м брассом | 1:06,36        | 58             | Закончил выступление | Закончил выступление | Закончил выступление | Закончил выступление |

### Стрельба
Мужчины
| Спортсмен        | Дисциплина    | Квалификация | Квалификация | Финал                | Финал                | Место |
| Спортсмен        | Дисциплина    | Очков        | Место        | Очков                | Место                | Место |
| ---------------- | ------------- | ------------ | ------------ | -------------------- | -------------------- | ----- |
| Нгуен Мань Тыонг | 10 м пистолет | 572          | 34           | Завершил выступление | Завершил выступление | 34    |
| Нгуен Мань Тыонг | 50 м пистолет | 543          | 38           | Завершил выступление | Завершил выступление | 38    |

### Тхэквондо
Мужчины
| Нгуен Ван Хунг | свыше 80 кг | Чика Чуквумерие Пор 1-3 | Закончил выступление | Закончил выступление | Закончил выступление | Закончил выступление | Закончил выступление | Закончил выступление |

Женщины
| Чан Тхи Нгок Чук   | до 49 кг | Тереза Тона Поб 5-0     | Буттри Пуедпонг Пор 1-2 | Утешительный финал    | Дайнеллис Монтехо Пор 0-4 | Закончила выступление |                       |                       |
| Нгуен Тхи Хоай Тху | до 57 кг | Бинета Диедхиоу Пор 0-1 | Закончила выступление   | Закончила выступление | Закончила выступление     | Закончила выступление | Закончила выступление | Закончила выступление |

### Тяжёлая атлетика
Мужчины
| Спортсмен      | В/К      | Рывок     | Рывок | Толчок    | Толчок | Всего | Место |
| Спортсмен      | В/К      | Результат | Место | Результат | Место  | Всего | Место |
| -------------- | -------- | --------- | ----- | --------- | ------ | ----- | ----- |
| Хоанг Ань Туан | До 56 кг | 130       | 3     | 160       | 2      | 290   |       |

Женщины
| Спортсмен       | В/К      | Рывок     | Рывок | Толчок    | Толчок | Всего | Место |
| Спортсмен       | В/К      | Результат | Место | Результат | Место  | Всего | Место |
| --------------- | -------- | --------- | ----- | --------- | ------ | ----- | ----- |
| Нгуен Тхи Тхьет | До 63 кг | 100       | 7     | 125       | 6      | 225   | 5     |